# Gare de Rokujizō
La gare de Rokujizō (六地蔵駅, Rokujizō-eki) se réfère à trois différentes gare ferroviaire du même nom, localisées à Rokujizo Naramachi, Uji, préfecture de Kyoto (Seule la gare de la ligne Uji de la Keihan se trouve à Momoyamacho Inaba, Fushimi-ku, Kyoto). Chacune des gares est exploitée par une compagnie différente. 
La signification du nom de la gare est "Six Jizō".

## Lignes
Il y a la récente station de métro de la ligne Tōzai du métro de Kyoto qui est le terminus de la ligne.
Proche du métro, il y a la gare JR West de la ligne Nara qui est desservie par tous les trains rapides en compléments des trains locaux.
A 150 mètres du métro et de la gare JR se trouve la gare exploitée par la Keihan.

### Trains de la ligne Nara
- Local (普通 Futsu)
- Regional Rapid Service (区間快速 Kukan-kaisoku)
- Rapid service (快速 Kaisoku)
- Miyakoji Rapid Service (みやこ路快速 Miyakoji-kaisoku)

## Disposition des quais

### Keihan
| 1 | ■Ligne Uji | pour Chūshojima (Changement de ligne pour Yodoyabashi, Nakanoshima et Demachiyanagi) |
| 2 | ■Ligne Uji | pour Uji                                                                             |

### JR West
| 1 | ■Ligne Nara | pour Kyoto pour Uji et Nara (Partie des trains locaux lors des heures creuses) |
| 2 | ■Ligne Nara | pour Uji et Nara                                                               |

### Métro de Kyoto
| 1, 2 | ■Ligne Tōzai | pour Yamashina et Uzumasa Tenjingawa |

## Gares/Stations adjacentes
| Direction Chūshojima |  | Keihan Ligne Uji                                           |  | Direction Uji                |
| Momoyama-minamiguchi |  | -                                                          |  | Kowata                       |
| Direction Kyoto      |  | JR West Ligne Nara                                         |  | Direction Nara               |
| Momoyama             |  | Local 普通 Futsū                                           |  | Kohata                       |
| Tōfukuji             |  | Regional Rapid Service 区間快速 Kukan-kaisoku              |  | Uji                          |
| Tōfukuji             |  | Rapid Service 快速 Kaisoku                                 |  | Uji                          |
| Tōfukuji             |  | Miyakoji Rapid Service みやこ路快速 Miyakoji Rapid Service |  | Uji                          |
| Direction Rokujizō   |  | Métro de Kyoto Ligne Tōzai                                 |  | Direction Uzumasa Tenjingawa |
| Terminus             |  | (T01)                                                      |  | Ishida (T02)                 |

- Les trains Miyakoji Rapid Service (みやこ路快速) de la ligne JR en direction de Kyoto s'arrêtent à la gare d'Inari du 1er au 4 janvier.